# Claude Garanjoud
Claude Garanjoud est un peintre français né le 18 mars 1926 à La Tronche (Isère) et mort le 20 décembre 2005 à Lyon. Il pratique autant la peinture sur toile que les encres sur papier, les collages et la gravure. Il produit également des livres d'artiste, en collaboration avec, entre autres, Claude Ollier, François Cheng, Kenneth White, Jean-Marie Gleize et Adonis.

## Biographie
Après avoir étudié à l'école des Beaux-Arts de Paris et de Grenoble, il enseigne le dessin jusqu'en 1958, puis se consacre entièrement à la peinture.
Ses premières œuvres connues sont des dessins au crayon et à l'encre représentant des paysages de montagne et des portraits d'enfants. Jusqu'en 1975, il peint à l'huile des espaces marins très épurés, montrant une influence notable de Nicolas de Staël. Il crée, par la suite, des toiles de plus en plus abstraites consacrées à l'espace montagneux, dans une série intitulée "Hivers". À partir de 1980, il abandonne les couleurs à l'huile au profit d'une peinture acrylique plus rapide et transparente. Entre 1989 et 2005, à Villeneuve-lès-Avignon, Claude Garanjoud peint alors des toiles de coton non apprêtées dans des tons de gris bleuté et de blanc. Comme le décrit le peintre lui-même, ce sont des « toiles libres... vivantes »,.
En 2019, un hommage lui est rendu par le directeur du Musée Matheysin.

## Collections publiques
- Musée Matheysin, La Mure